# Снытко, Валериан Афанасьевич
Валериан Афанасьевич Снытко (18 января 1939, Белыничи, Могилёвская область — 2 декабря 2021, Москва) — советский и российский географ-ландшафтовед, историк науки, доктор географических наук, профессор, заслуженный деятель науки Российской Федерации, член-корреспондент РАН (2000), почётный член Русского географического общества.

## Биография
После окончания средней школы в г. Белыничи поступил на географический факультет МГУ, который окончил в 1961 г. по специальности «Физическая география». Затем по распределению был направлен в Институт географии Сибири и Дальнего Востока СО АН СССР (сейчас Институт географии им. В. Б. Сочавы СО РАН). В аспирантуре Института географии СО АН СССР обучался с 1962 по 1965 гг. Кандидатская диссертация В. А. Снытко «Ландшафтно-геохимические особенности южной темнохвойной тайги Нижнего Приангарья» выполнялась под руководством профессора М. А. Глазовской, защита состоялась в учёном совете МГУ 18 июня 1966 г.
Докторская диссертация «Проблемы динамики вещества в геосистемах южных регионов Сибири» защищена в Совете МГУ 18 апреля 1984 г. Научными консультантами в ходе подготовки работы выступили В. Б. Сочава и М. А. Глазовская.
В 1961—2005 годах работал в Институте географии им. В. Б. Сочавы Сибирского отделения РАН:
- 1961—1962 — старший лаборант,
- 1962—1965 — аспирант;
- 1965—1967 — младший научный сотрудник
- 1968—1969 — старший научный сотрудник
- 1969—1999 — заместитель директора и заведующий лабораторией геохимии ландшафтов и географии почв.
- 2000—2005 — директор, затем главный научный сотрудник (по совместительству).

В 1965—2000 годах по совместительству работал на географическом факультете Иркутского государственного университета: с 1986 г. — в должности профессора, читая лекции по ландшафтоведению, геохимии ландшафтов, методам географических исследований и истории географии.
С 2006 года — главный научный сотрудник Института истории естествознания и техники им. С. И. Вавилова РАН (ИИЕТ РАН). Участвовал в изучении исторических водных путей России и их роли в изменении экологической обстановки. Занимался вопросами истории географической науки в XIX—XX вв. Одновременно — профессор кафедры физической географии и ландшафтоведения географического факультета МГУ.
Скончался 2 декабря 2021 года в Москве. Похоронен на Хованском кладбище.

## Научная деятельность

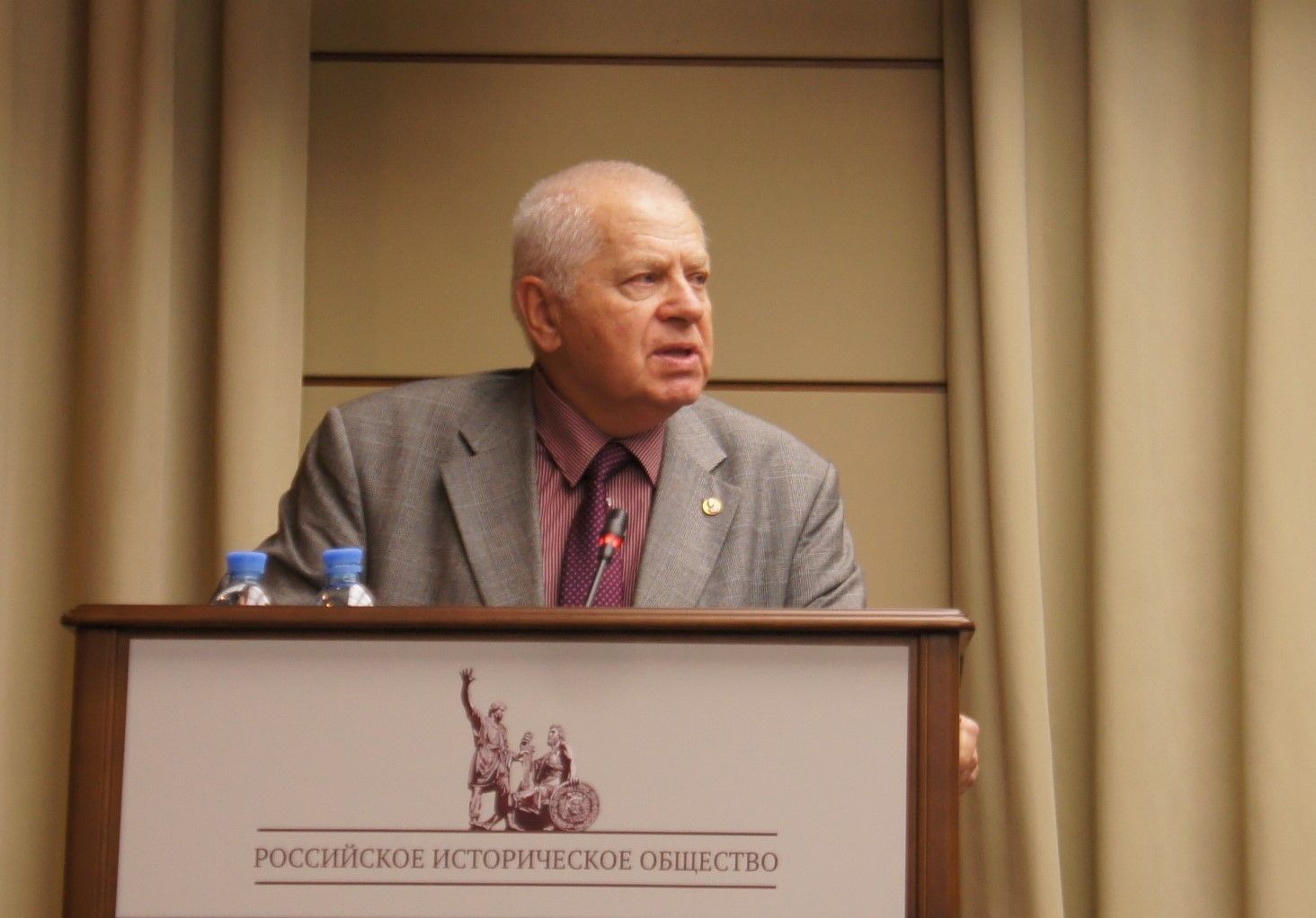
В.А. Снытко выступает с пленарным докладом "Экологический подход в географии: научное наследие академиков В.Б.Сочавы и И.П. Герасимова" на Годичной конференции ИИЕТ РАН (29 марта 2017 г.)

В. А. Снытко — специалист в области геохимии ландшафтов и комплексной физической географии, основатель и руководитель сибирской ландшафтно-геохимической школы. В результате многолетних исследований его учеников установлены закономерности миграции, трансформации и функционирования геосистем тайги, подтайги, лесостепи и степи южных регионов Сибири. Изучал экологическое состояние геосистем побережий озера Байкал.
Обосновал в рамках комплексной физической географии новое научное направление — динамику вещества в геосистемах. Научные работы посвящены выяснению закономерностей поведения вещества в степных и таёжных геосистемах и изучению его главнейших фаз как активных участников метаболизма в геосистемах. В результате многолетних исследований установлены особенности трансформации функционирования миграции вещества геосистем тайги, подтайги, лесостепи и степи южных регионов Сибири. Проводил исследования по моделированию геосистем, предложил пространственно-временные модели природных режимов геосистем на основе ландшафтно-геохимических показателей. В своих работах он также уделил внимание природопользованию в Байкальском регионе.
В. А. Снытко — член Научного совета по фундаментальным географическим проблемам РАН, почётный член Русского географического общества, много лет возглавлял Восточно-Сибирское отделение РГО. Результатом его сотрудничества в 1995—2010 гг. с польскими географами из Силезского университета и ряда экспедиций в Польше и Байкальском регионе стала серия монографий.
С 2006 г. — участник экспедиций по изучению исторических водных путей России, организуемых Отделом истории наук о Земле ИИЕТ РАН. В ходе экспедиционных исследований он уделил внимание экологическому состоянию территорий, прилегающих к историческим водным путям и изменению ландшафтов под влиянием антропогенной деятельности человека.
В своих историко-научных исследованиях В. А. Снытко рассматривал научный вклад таких географов как Б. Б. Полынов, М. А. Глазовская, А. И. Перельман, В. Б. Сочава, С. В. Калесник, И. П. Герасимов.
Вместе с академиком В. В. Воробьевым в 1980 г. основал журнал География и природные ресурсы.

## Основные работы
- Снытко В. А. Геохимия южнотаежных фаций // Южная тайга Приангарья: Структура и природные режимы южнотаежного ландшафта: Сборник статей / Отв. ред. акад. В. Б. Сочава; АН СССР. Сиб. отд-ние. Институт географии Сибири и Дальнего Востока. — Л.: Наука. Ленингр. отд-ние, 1969. — 267 с.
- Снытко В. А. Геохимические аспекты исследования топогеосистем // Топологические аспекты учения о геосистемах: Сборник / Отв. ред. акад. В. Б. Сочава; АН СССР. Сиб. отд-ние. Институт географии Сибири и Дальнего Востока. — Новосибирск: Наука. Сиб. отд-ние, 1974. — 290 с.
- Снытко В. А. и др. Изучение степных геосистем во времени / В. А. Снытко, Н. П. Дружинина, Г. Н. Мартьянова и др.; Отв. ред. акад. В. Б. Сочава. — Новосибирск: Наука. Сиб. отд-ние, 1976. — 240 с.
- Снытко В. А. Геохимические исследования метаболизма в геосистемах / Отв. ред. акад. В. Б. Сочава. — Новосибирск: Наука. Сиб. отд-ние, 1978. — 152 с.
- Снытко В. А. и др. Вещество в степных геосистемах. — Новосибирск, 1984.
- Географическое изучение Азиатской России. Иркутск, 1997 (в соавт.);
- Снытко В. А. и др. Эоловые фации восточного побережья Байкала / Вика С., Овчинников Г. И., Снытко В. А., Щипек Т.; Институт географии им. В. Б. Сочавы СО РАН. — Иркутск; Катовице, 2002. — 64 с.
- Снытко В. А. и др. Исторические водные пути Севера России (XVII—XX вв.) и их роль в изменении экологической обстановки: Экспедиционные исследования: Состояние, итоги, перспективы / Низовцев В. А. и др.; Отв. ред.: К. Н. Дьяконов, О. А. Александровская; Ин-т истории естествознания и техники им. С. И. Вавилова РАН, Московский гос. ун-т им. М. В. Ломоносова, Географический фак., Российский фонд фундаментальных исследований. — М.: Парадиз, 2009. — 248, [48] с. — ISBN 978-5-98547-038-3.
- Сочава Виктор Борисович (жизненный путь, научное творчество) / Ред.-сост.: В. В. Воробьев, В. А. Снытко и др. Новосибирск: Изд-во СО РАН, 2001. 194 с.

## Награды и премии
- Две медали «За трудовую доблесть».
- Заслуженный деятель науки Российской Федерации
- Заслуженный ветеран СО АН СССР
- Национальная премия «Хрустальный компас» за участие в Комплексной экспедиции по изучению исторических водных путей России